# Ropoča
Ropoča este o localitate din comuna Rogašovci, Slovenia, cu o populație de 234 de locuitori.